# Tallstocksticka
Tallstocksticka (Gloeophyllum protractum) är en svampart som först beskrevs av Elias Fries, och fick sitt nu gällande namn av Imazeki 1943. Tallstocksticka ingår i släktet Gloeophyllum och familjen Gloeophyllaceae.  Arten är reproducerande i Sverige. Inga underarter finns listade i Catalogue of Life.